# Île Bugala
L'île Bugala est une île située au nord-ouest du lac Victoria en Ouganda, faisant partie des Îles Sese.
Avec une superficie de 250 km2, c'est la plus grande île du pays. On y trouve la ville de Kalangala.
Elle est alimentée en énergie par une centrale électrique hybride solaire/thermique d'une puissance de 1,6 Mw, 0,6Mw en solaire et 1 Mw en thermique,.